# Jowz
Jowz (persiska: جوز) är en ort i Iran.   Den ligger i provinsen Lorestan, i den centrala delen av landet, 300 km sydväst om huvudstaden Teheran. Jowz ligger 2 198 meter över havet och antalet invånare är 355.
Terrängen runt Jowz är kuperad norrut, men söderut är den platt.Runt Jowz är det ganska glesbefolkat, med 29 invånare per kvadratkilometer. Närmaste större samhälle är Alīgūdarz, 13,4 km väster om Jowz. Trakten runt Jowz består i huvudsak av gräsmarker.